# Конде-сюр-Сюип
Конде́-сюр-Сюи́п (фр. Condé-sur-Suippe) — коммуна во Франции, находится в регионе Пикардия. Департамент коммуны — Эна. Входит в состав кантона Гиньикур. Округ коммуны — Лан. Стоит на реке Сюип.
Код INSEE коммуны — 02211.

## Население
Население коммуны на 2010 год составляло 229 человек.
| 1962 | 1968 | 1975 | 1982 | 1990 | 1999 | 2010 |
| ---- | ---- | ---- | ---- | ---- | ---- | ---- |
| 444  | 384  | 312  | 341  | 279  | 260  | 229  |

## Экономика
В 2010 году среди 149 человек трудоспособного возраста (15—64 лет) 106 были экономически активными, 43 — неактивными (показатель активности — 71,1 %, в 1999 году было 68,7 %). Из 106 активных жителей работали 98 человек (52 мужчины и 46 женщин), безработных было 8 (5 мужчин и 3 женщины). Среди 43 неактивных 9 человек были учениками или студентами, 23 — пенсионерами, 11 были неактивными по другим причинам.